# IDIS

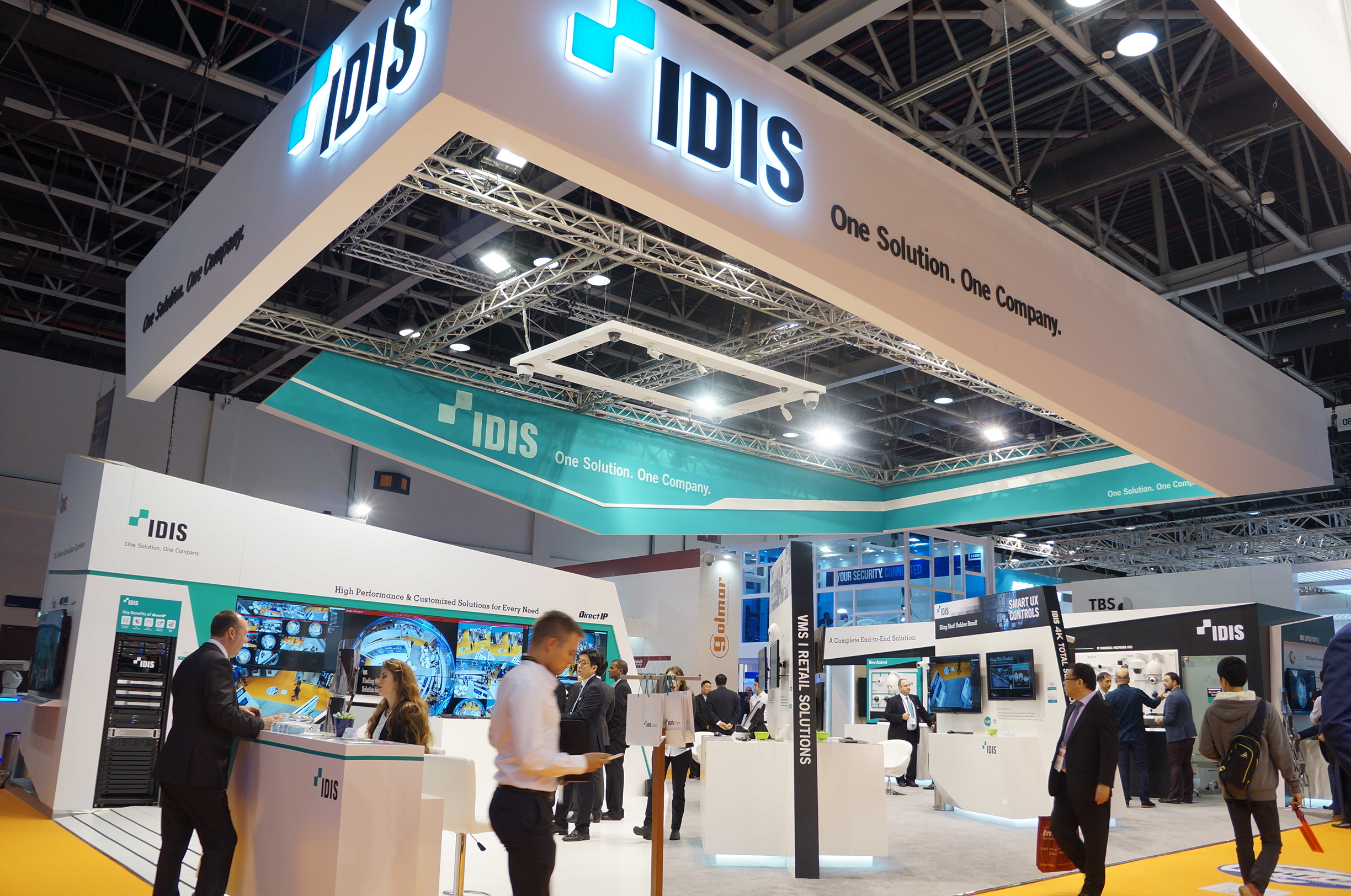
2016년 INTERSEC 전시장에서

IDIS는 대한민국의 보안 기술 기업이다. 본사는 대한민국 대전광역시에 있으며 지역 사무소와 주요 전략 파트너를 통해 국제적으로 운영되고 있다. IDIS는 전 세계적으로 200만 대 이상의 녹화기가 있으며 1,650만 대 이상의 카메라가 IDS 기술을 이용한다. 이 기업은 포브스에 의해 200대 베스트 언더 어 빌리언(best under a billion) 중 하나로 이름을 두 차례 올렸다.

## 역사
2011년 아이디스홀딩스에서 개발ㆍ제조ㆍ판매사업부문이 인적분할되어 설립되었다.